# ゆうれい小僧がやってきた!
『ゆうれい小僧がやってきた!』（ゆうれいこぞうがやってきた）は、ゆでたまごによる日本の漫画。『週刊少年ジャンプ』（集英社）において、1987年34号から1988年24号まで連載された。全42話。単行本はジャンプ・コミックスとして全5巻が発売。連載話数の単位は妖の○○（○は漢数字）。
タイトルの「ゆうれい小僧」は、主人公の2人の少年・百太郎（ももたろう）と琴太郎（きんたろう）のこと。この2人が合体して正義の妖怪・亜鎖亜童子（アーサアどうじ）となり、悪の妖怪と戦う物語を描く。

## 概要
ゆでたまごの前作『キン肉マン』の連載末期、『週刊少年ジャンプ』1987年19号（同年4月）に読切作品として掲載される。これをプロトタイプとして、『キン肉マン』連載終了後の1987年34号（同年8月）より連載が開始された。読切版は妖の零という扱いで第1巻に収録。
妖怪をテーマにした作品であるが、登場する妖怪のほとんどは伝承上のものではなく、ゆでたまご自身または読者応募による創作である。本作でも『キン肉マン』や後の作品と同様に、読者から募集したキャラクターなどを作中に登場させる企画を行っている。本作では、妖怪のほかに主人公の使う特殊な道具「霊具」（グッズ）も募集した。
前半は現代日本の中学校を舞台とする。学校で怪奇事件が起こり、その原因である悪の妖怪を正義の妖怪である主人公が退治するという流れの、個々に独立した数話ごとの中編を繰り返す形式を取った。しかし人気が低下したため、妖の十三からは「決戦!! 日本妖怪vs西洋妖怪編」妖の二十三からは「決戦!! 日本妖怪vs西洋妖怪編PARTII」として日本妖怪と西洋妖怪のチームバトル物に路線変更した。
『キン肉マン』同様、ゆでたまごが小、中学生のころに描いた漫画が基になっているが、双子が合体して亜鎖亜童子になる点など、新たに加えられた設定やデザインも存在する。
新連載から3号連続の巻頭カラーで掲載されるという破格の扱いを受け開始した本作であるが、1987年末頃から本誌掲載順は後半がほぼ定位置となり、路線変更も効果を上げることなく、編集部から打ち切りを宣告され1988年24号（同年5月）に未完のまま連載終了となった。第5巻では未完であった最終回に数ページの描き足しがされているが、このうちほとんどは、主要人物を含めてゆでたまごの筆によらないものである。
ゆでたまごによると、『キン肉マン』の終了後、気付かぬうちに妖怪漫画連載の告知がされて、連載になったという経緯がある。後にゆでたまごは『キン肉マン』の連載は終了1年前から決まっていたので本作の構想を練る時間はたっぷりあったが、『キン肉マン』連載終了時に取材を受けた『週刊少年ジャンプ』編集長の後藤広喜が「3か月後に『ゆうれい小僧がやってきた!』が始まります」と大々的に発表したため、すぐに連載を始めざるをえなかったと語っている。また連載中、怪現象に見舞われてお祓いをしてもらったり、「子供が怖がるから怖い妖怪を描かないで下さい」という苦情の手紙も来たという。後年「売れなかったけど、僕らの持ち味であるインパクトは満点」であるという。
ゆでたまごによると、本人の自信とは裏腹に人気は徐々に下降し、編集部からの要求もあり『キン肉マン』の超人オリンピックのような路線に変更したが、人気が回復するどころかさらに下降していき、編集部から生涯で初めて「連載をやめてくれ」と言われたという。連載中東映動画（現・東映アニメーション）からアニメ化、バンダイからは玩具化の企画が進んでいたが、連載終了のため白紙になった。ゆでたまごは「なんで？」「もう少し様子を見てほしかった」と思い、「もう少し連載を続けさせてもらえれば、流れを変えられたかもしれない」という悔いもあると語る。
2014年夏に電子書籍化が発表された。

## あらすじ
その昔、江戸時代の日本では悪行妖怪が人々を困らせていた。そこで、神の命を受けた正義の妖怪・亜鎖亜童子（アーサアどうじ）が、日本列島を取り囲む無数の島々の中の伊山諸島（いやましょとう）最北部にある王島（おうしま）に、108の悪行妖怪を呼び寄せ、宴会を開いて酔い潰れさせた所を大量の妖怪封じの札を盛り込んだ土で封じ込め、自らの石像を番人として置いた。その土地にはいつしか木々が茂り、「妖隠し」の森と呼ばれるようになった。封印から200年経った1986年、王島の魔鬼雨山（まきうざん）が大噴火を起こし、噴火によって亜鎖亜童子の石像が真っ二つに割れ、妖隠しに封じ込められていた108の妖怪が甦ってしまう。神は亜鎖亜童子の石像に命を与えて甦らせ、日本中に散らばる108の妖怪たちの退治を命じる。亜鎖亜童子は神の命を受け、悪行妖怪と戦ってゆく。

## 登場人物

### 善行妖怪
恐山百太郎（）
主人公の善行妖怪。身長140cm（後に148cm）、体重35kg。東京都出身。妖霊界に伝わる全ての呪文をマスターしている。
外見年齢は12歳のあどけない少年で、キョンシー風の暖帽と補掛を身に着けている。額にはカールした髪が下がっており、読み切り版では妖気を感じると逆立っていた。他に、カールした髪はブーメラン状の武器にもなる。合体妖怪の片割れであり、琴太郎と合体し亜鎖亜童子となることで無敵のパワーを手にできる。あまり語らぬ琴太郎とは対照的に、よく喋る。キムチが大好物で、三角形の物が苦手（おにぎりでさえ恐怖を感じる）。
三角形の物が苦手なのは、今から1500年前、いたずらで天馬に乗った幼い亜鎖亜童子がうっかり善行妖怪の象徴ともいうべき摩訶羅（まから）の塔の頂上部を壊してしまい、罰として師匠の百目仙人に三角形の檻に閉じ込められ、3年3か月もの間塔の頂上でシンボルとして居続けたトラウマから来ている。そのため、三角形の物に触れると恐怖症からダメージを負ってしまい、動けなくなる。裏返ると強靭な皮膚を持つことができる。
性格は正義感が強く真面目だが、おだてに乗りやすく女の子好きでもあり、クラスメイトの女の子から褒められると顔が赤面になるほど照れ笑いをしてしまう。また、負けず嫌いでもあり、恐山での西洋妖怪との決戦では相手の挑発に乗ることが多かった。

恐山琴太郎（）
百太郎の双子の弟。百太郎と同じく主人公の善行妖怪。身長140cm（後に148cm）、体重35kg。東京都出身。彼もまた合体妖怪の片割れであり、百太郎と合体し亜鎖亜童子となることで無敵のパワーを手にすることができる。
片目が隠れる髪形をしている。読み切りの時はボロボロの服を着ていたが、連載版からはトレンチコートを着ている。舌が口のついた目玉のような形態をしており相手を驚かす事ができる（亜鎖亜童子に変身時は童子の眼球になる）。髪は妖気を感じると逆立つ。キバが生えている。
読み切り版では喋ることができなかったが、連載版からはそっくりの小さな人形・小琴（こきん）に腹話術のような形で代わりに喋らせる。最後には自分で喋るようになり、物語の解説役となった。自分で喋る様になってからは「-だぎゃ」という口癖がある。
性格は外見に似合わずユーモラス面があって怖がりであり、お化け屋敷のお化けを見ただけでも大声で騒ぎ出す程である。
百太郎同様にキムチが大好きで、三角形が苦手。百太郎同様、裏返ることによって強靭な皮膚を持つことができる。射弓牙（しゃきゅうきば）という、歯を飛ばす技を持つ。

亜鎖亜童子（）
百太郎と琴太郎が合体変身して誕生する戦闘妖怪。身長3m50cm、体重300kg、東京都出身。完全無欠のパワーを持っており、悪行妖怪を倒す使命を持っている。髑髏の胸当てをしており、先端が刃物になっている妖葬霊縛の杖（ようしょうれいばくのつえ）という武器を持っている。杖による突き攻撃や数々の攻撃妖術で悪行妖怪を葬り去る。
その変身過程は百太郎と琴太郎が「合体！亜鎖亜童子！」の掛け声と共に跳び上がり、お互いの肉体と骨格及び内臓器官が”ゴワゴワ“と鳴り響く変身音を発しながら融合していき、二人が完全一体になると二人の精神と心も一体化して子供体型の童子に変身していく。そして童子の姿に変身完了と同時にあどけない子供体型から凛々しい青年体型に急成長して完全体の亜鎖亜童子が誕生する。
変身後は百太郎と琴太郎の潜在意識が残っており、二人の意識が会話する場面があった。また意識同士が喧嘩したり、信頼が欠けた状態に陥ると変身が解けてしまう。
変身を解く場合は二人の潜在意識から発せられる「解けよ、合体！」の掛け声と共に童子の身体が分かれた後、百太郎と琴太郎の姿に戻る。

百目仙人（）
百太郎と琴太郎（亜鎖亜童子）を育て、また彼の師匠を務めた妖怪。富士山出身。全身に目玉がついている。厳しい性格。西洋妖怪編では、日本妖怪界の威信のため、日本中の妖怪を呼び寄せて予選をし、西洋妖怪と戦う7人の戦士を選び出す。
なお、この時の賞品は人間の魂100個と人間の生血1年分。

### 悪行妖怪
陰陽入道（）
二面妖怪と呼ばれ、腹に巨大な顔を持つ、長野県に棲息すると言われる妖怪。身長5m20cm、体重560kg。登山に来た人の死体を喰らい、上の顔は主に内臓を好み、下の顔は肉と皮を好むという。松脂が苦手。封じられていた108の妖怪の1人。東京にある賽の河原（さいのかわら）中学校に通ういじめられっ子・呪井に契約と引き換えに呪い殺しの力を授けていた。人間そっくりの人形を作り、その人形に手を加えることによって呪い殺すことができる。
亜鎖亜童子によって敗れ去るが、後に西洋妖怪との戦いの際に亜鎖亜童子の手によって甦る。西洋妖怪の幹部の座を約束されて裏切ったが予選の途中で改心。最後は傘に火が燃え移り、百太郎・琴太郎2人を煮えたぎる油から救い、死んでいく。手足を切り離して動かせる。角は傘になる。

どろべら
液体妖怪と呼ばれ、滋賀県の沼地や湿地帯に生息する妖怪。皮膚を液状化させることができ、中身の骨格と別々に行動できる。魚のはらわたが腐ったような臭いがする。封じられていた108の妖怪の1人。親友の陰陽入道の敵を取るためにやって来た賽の河原中学校の旧講堂に憑り付き、そこに居た齷田悶露の霊に自らの肝を与え、力を与える。
液状化した肉体のため攻撃が効かず亜鎖亜童子を苦しめるも、齷田に裏切られた隙に自らの肉体の一部に傷付けられることを見抜かれ敗れる。後に西洋妖怪との戦いの際に亜鎖亜童子の手によって甦る。予選会では観客の悲鳴320ホンを獲得し第一次予選通過第一号となるも、予選の油地獄で三面地獄に両断される。

蝦蟇あやし（）
大口妖怪と呼ばれる蝦蟇の化身の妖怪。身長3m14cm、体重340kg。兵庫県明石辺りに棲息し、関西弁で喋る。封じられていた108の妖怪の1人。巨大な鼻のような顔と、人間の手足が逆についたような姿をしている。手足は自由に引っ込められ、手の形をした足を顔から出す。二面の巨大なカエルに巨大な蝦蟇笛で息を吹き込むことで、カエルたちを操れる。二面の巨大カエルは実は心臓である。蛇が苦手。
手下の蝦蟇妖怪と共にお化け屋敷を開催し、ゆうれい小僧たちをおびき寄せた。呪いの三角形で百太郎・琴太郎を封じ込め、琴太郎に自分のエキスを与えて自分の姿そっくりにさせるなど善戦するも、最後は三角形が取れ復活した亜鎖亜童子によって敗れ去る。
後に西洋妖怪との戦いの際に亜鎖亜童子の手によって甦り、西洋妖怪の幹部の座を約束されて裏切ったが予選の途中で改心、ゴルゴダ・聖柩（アーク）と戦い勝利する。

百猫妖怪（）
栃木県日光に棲息する猫妖怪。「五十三次之内猫之怪」に似ている。封じられていた108の妖怪の1人とされるが、他の108の妖怪とは別の場所（日光）に封じられており、しかも封印したのは亜鎖亜童子ではない。本当に108の妖怪の1人なのか不明である。その昔、村人に踊る化け猫と間違われて殺されてしまった百匹の猫たちの霊の集合体。普段は猫泣き岩と呼ばれる岩の中に封じられているが、ひとたび岩が破壊されると眠っていた百匹の猫の妖霊が怒り狂い、人々に災害をもたらす。
誕生した経緯から本来は凶悪妖怪ではなく、静かに眠っていたが、1年前、賽の河原中学校の1年D組の生徒たちの乗っていたバスに岩を壊され、その復讐のためにバスの事故を起こして50人近くもの生徒たちを殺した。
恨みを完全に晴らすため、バスに乗っていた生き残りの四谷巫子を狙う。百匹の猫の集合体のため、バラバラになって自在に形を変えることができる。百太郎と琴太郎を木に封じ込めるなどするも、最後は亜鎖亜童子によって再び封じられる。一匹だけ封じ損ない、巫子が引き取った。西洋妖怪との対決の際に再び甦らされる。死亡したわけではなく猫泣き岩に再封印されたにすぎないのに、陰陽入道等他の妖怪と同様に棺おけの中から甦っている。日本妖怪代表選抜予選の途中で描かれなくなり、西洋妖怪編で百猫が戦うシーンは一度もなかった。

摩亜照童子（）
主に青森県津軽地方に棲む合体妖怪。身長3m40cm、体重290kg。体の右半分は黒い顔の毛深い男で、左半分は白い顔の美青年という姿。蝙蝠のような頭をしている。実は亜鎖亜童子の幼馴染で善行妖怪小学校の同級生。
本来は善行妖怪だったが、合体妖怪ということでいじめられていたことから行方をくらまし、悪行妖怪となって再びゆうれい小僧たちの前に現れる。謀略によりゆうれい小僧たちの仲を引き裂こうとする。人間たちとの共存を望んで悪行妖怪界に入ったが、三幹部からの裏切りに遭う。最後は善行妖怪に戻り、亜鎖亜と和解する。
合体前は巨大な毛むくじゃらの男・山彦（やまひこ）と、小柄で少女のような少年・海彦（うみひこ）の2人である。山彦は毛を自在に操り、海彦は火を吐ける。後に善行妖怪として西洋妖怪との戦いに参加する。合体前の姿を見せたのは最初の戦いと西洋妖怪戦の予選第1種目・恐怖度テストの時のみ。

麒麟男爵（）
悪行妖怪界三幹部の1人。大分県地方に棲む妖怪。麒麟のような姿をしている。亜鎖亜童子に敗れる。

ヨロイ蜂（）
悪行妖怪界三幹部の1人。長崎県島原地方に多く棲む。頭が蜂の巣になった鎧武者の姿で、蜂で攻撃する。亜鎖亜童子と魔亜照童子の連携攻撃に敗れる。

蛇喰入道（）
悪行妖怪界三幹部の1人。滋賀県に棲む大蛇妖怪。蛇のような体と半分髑髏のような顔が特徴。亜鎖亜童子に敗れる。

### 西洋妖怪編の日本妖怪
朱雀鬼（）
大分県棲息。身長3m6cm、体重214kg。腕に羽を持つ長髪の人間の姿をした妖怪。穏やかな心の持ち主。三面地獄とは幼き頃より「猿公」「スザちゃん」と呼び合う仲の兄弟弟子で、彼の死には涙を流した。腕をムカデのようにして攻撃する技「魑魅蜈蚣弾砲（チミムカデダン）」や、腕がムササビのようになり、刃と化して攻撃できる「鼯鼠羽霣颶（ムササビウイング）」を持つ。コマンドー・ゾンビと戦い、勝利する。

三面地獄（）
沖縄県棲息。身長3m20cm、体重350kg。猿・豚・河童の三面の顔を持つ妖怪。胸が飛び出しナイフのようになっており、ナイフを出して攻撃できる。三つの顔はそれぞれ異なる能力と意思を持つ。猿面がリーダー格で、河童面はスピードに優れ、豚面はパワーがある。視界が広く、三つの顔は戦況に応じて交代する。日本妖怪代表選抜予選の最終戦において、どろべらをナイフで真っ二つにする。西洋妖怪との対決ではトーテム・キッドと戦い、善戦するも、毬理男の霊魂をかばい死亡。彼の死に際には衣服の前垂れが飛散し、それぞれのリングで戦う日本妖怪たちの所へ来て助けになった。

青胴魔（）
滋賀県・甲賀に棲息。身長3m45cm、体重310kg。鎧武者のような妖怪。独楽に変化できる。蟹男と戦い、自らの手で止めを刺すという信念の下、勝利する。

捕血豈棲（）
北海道出身の妖怪。身長3m74cm、体重420kg。その名の通りホッチキスのような頭部をしていて「呪縛止め金」で相手の動きを封じる。日本妖怪の代表として7人の中に選ばれたが、西洋妖怪の罠にはまり、ジェットコースターは戦場のリングへ続かず、戦わずしてやられてしまう。

あやかしの尊（）
奈良県出身の妖怪。古代の豪族のように角髪を結っている、顔に傷があるため、凶悪な妖怪のようにみえるが、妖怪勢力図によれば善行妖怪。日本代表選出の最終予選にて敗退する。

### 西洋妖怪
凶竜妖怪エルシリア（きょうりゅうようかいエルシリア）
ドイツ棲息の西洋妖怪。西洋妖怪のリーダー格。ドラゴンのような姿で、斧を持つ。竜巻のリングで摩亜照童子と戦おうとした。連載時は決着が付かなかったが、単行本の描き足しで亜鎖亜童子に敗れる。
食屍首デオドーラ（しょくしくび - ）
スーダン棲息の西洋妖怪。巨大な一つ目からビームのような物を出し、攻撃する。人間の顔の形をしたリングで百太郎と戦う。その名の通り本体は頭部だけだが、リングの部品でボディを作れる。琴太郎が助けで放った霊具により敗れる。
ゴルゴダ・聖柩（アーク）
棺桶に手足が付いた不気味な妖怪。縦に真っ二つに分かれ、挟んで攻撃できる。ゴムまりのようなリングで蝦蟇あやしと戦う。棺桶の中には真の本体が隠れており、勝利したときだけ本体を現し、倒した相手を自分の棺桶の中に閉じ込めて葬り去る。最後は棺桶を蝦蟇あやしに噛み砕かれ、むき出しとなった本体の脳天に自ら持っていた杖が突き刺さり、敗れる。
Mr.ハロウィン（ミスター - ）
アメリカ合衆国出身のカボチャの妖怪。身長3m13cm、体重236kg。シンデレラのカボチャの馬車の末裔。馬車に変化し、刃の車輪で攻撃する。顔から種を飛ばして攻撃できる。トゲの付いたローラーのリング「ゴースト・スクウェア」で百太郎と戦い、善戦するも百太郎の霊具を使った奇策で敗れる。
トーテム・キッド
カナダ出身。トーテムポールの姿をした妖怪。身長3m54cm、体重320kg。すり鉢状のリングで、スケボーに乗って戦う。普段は笑い仮面（スマイルマスク）だが逆さになると怒り仮面（アンガマスク）になり、性格も豹変する。怒り仮面の時はキセルから煙を吐いて呪詛でコンクリートのように固め、攻撃などに使用する。三面地獄を倒す。最後はエルシリアに加勢し、二人がかりで摩亜照童子をいたぶるも、亜鎖亜童子の跳梁跋扈の唇呪符の前に敗れる。スケボーを使った戦いについてはゆでたまごは「スケボーが読者の世代に大人気！…ということで決戦に取り入れました！」とコメントしている。
コマンドー・ゾンビ
リビア出身。砲台を背負った兵士の姿をしたゾンビ妖怪。身長3m4cm、体重203kg。真っ赤に焼けた鉄板でできたビリヤードのようなリングで朱雀鬼と戦う。ビリヤードの玉を全身に纏い、戦車のようになれる。朱雀鬼を苦しめるが、最後には立ち直った朱雀鬼の鼯鼠羽霣颶（）で敗れ去る。
蟹男（）
マルセイユ出身。蟹の姿をした妖怪。コールタールの満ちたリングで青銅魔と戦い、肉体を真っ二つに捻じ切られ敗れる。
ドラキュラ
本来、ドラキュラ伯爵はルーマニア出身だが、本作ではイギリス出身。エルシリアとともに善行日本妖怪基地に乗り込み、毬理男を誘拐する。西洋代表妖怪に選出されなかったようで、亜鎖亜童子たちと直接対決はしていないが、33話の妖怪勢力図には登場している。
フランケン
正確にはフランケンシュタインの怪物。ドイツ出身。エルシリアとともに善行日本妖怪基地に乗り込み、毬理男を誘拐する。西洋代表妖怪に選出されなかったようで、亜鎖亜童子たちと直接対決はしていないが、33話の妖怪勢力図には登場している。
その他の西洋妖怪
西洋妖怪編初期にはミイラ男や半魚人、狼男と思わしき妖怪も登場している。

### 賽の河原中学校の人間
非影狼（）
賽の河原中学校を取り仕切る番長。1年B組。その名の通りピエロのような化粧を顔にしている。グループを率いて悪さをしていて、呪井をいじめたりしていたが、後に改心。クラスメイトが危機に陥っている所を助けるなど、根っからのワルではない所もある。サーカス団一家の1人息子で、小さい頃から空中ブランコや綱渡りで鍛えており腕っ節が強い。
三途霊子（）
賽の河原中学校に通うボブカットの女の子。1年B組。優しい性格で正義感が強く、非影狼たちワルグループにも怯まず発言する強気な性格の持ち主。当初の妖怪退治編でのヒロイン的存在。
呪井（）
賽の河原中学校に通う少年。1年B組。人形が好きで、自ら作ったりもしている。非影狼グループにいじめられていたが、ある日陰陽入道と出会い契約、その力を借りて呪いの人形を作り出し、グループの男子生徒を呪い殺していた。百太郎たちの説得により罪を悔いて改心し、作っておいた陰陽入道の人形を投げ渡し、陰陽入道を倒す協力をする。なお、呪い殺した生徒は陰陽入道の死により甦っている。
齷田悶露（）
賽の河原中学校の女生徒で、女優志望でその卓越した演技で皆を魅了していた中学3年生の少女。10年前に旧講堂で事故死したが、そのことに気づかず、浮遊霊となり10年間旧講堂をさまよっていた。もう一度スポットライトを浴びたいと願い、その願いを聞いて利用しようとしたどろべらに力を授けられ、霊子に憑り付きもう一度人生を生き直そうとするも、どろべらの裏切りに遭い、肝を返しどろべらの肉体を貫く。最後には成仏する。
仁宅先生（）
賽の河原中学校の教師。非影狼たちの担任。10年以上務めているようで、齷田悶露のことも知っていた。
菜鼠介明（）
賽の河原中学校に通うキザな少年。蝦蟇あやしの開催するお化け屋敷に参加するも、蝦蟇あやしの二面巨大カエルから飛び出した無数のカエルによって体を喰われて死んでしまう。
四谷巫子（）
1年前、斑猫峠（はんみょうとうげ）で百猫によってもたらされたバス事故の唯一の生き残り。1年間の入院生活の後、1年B組に入ってきた。本来なら2年生。左目には百猫の眠る岩のかけらが入ってしまっており、包帯を巻いていた。百猫に命を狙われ、幻覚に苦しめられていたが、亜鎖亜童子の活躍で助けられる。無口な子だが、本来は優しい性格の持ち主。
井備利（）
ポニーテールの気位の高い女の子。1年B組。四谷を不気味だと言い、2人の取り巻きと共にいじめる。百猫に捕らえられ人質にされてしまうも、四谷の活躍により助け出される。

### その他の人間
毬理男（）
赤ん坊。母の体内にいた頃、母の度重なる不運によってか、全く感情を表さない。両親はそれを不憫に思い、日本の善行妖怪たちに怖がらせるよう依頼する。そこを西洋妖怪たちに青森県の恐山へとさらわれ、霊魂を7つに分けられて西洋妖怪界と日本妖怪界の戦いの決着のための審判の道具にされる。物語中盤からは、戦闘に勝利することで彼の分身を怖がらせ、泣かせることが目的となる。

## 妖怪退治霊具（ようかいたいじグッズ）
百太郎や琴太郎、その二人が合体した亜鎖亜童子が妖怪退治などの際に使用する道具。グッズによって様々な効果があり、「オンバラモンギャラモン」、「オンドボハンランジキソワカ」などの呪文と共に効果を発揮し、百太郎たちの手助けをする。普段は破邪羅（ハジャラ）バッグの中にしまわれている。種類はいくつもあるが、ここでは作中で実際に使われた物のみ紹介する。
妖怪カメラ（）
目に見えない残像を念写機能によってフィルムに浮かび上がらせることができるカメラ。
妖霊透視の眼鏡（）
肉眼では見えない、姿を消している妖怪や幽霊の正体を見破ることができる眼鏡。
除霊獅子（）・除霊帯（）
三獅子結界陣（）という悪霊退散の術を使うための道具。三角形に囲んだ獅子の口から熱線のような物を吐き出し、悪霊を苦しめる。
矢射ちの呪符（）
呪符の中から弓矢を持った人間の絵が抜け出て、矢を放ち敵を攻撃する。対となる物に、摩亜照童子の使う防戦楯の呪符（）がある。
蛇変化の呪符（）
蛇の描かれた呪符で、これを物に貼り付けると、貼り付けた物が大蛇に変化して敵を襲う。
曼陀羅衣の呪符（）
呪符に呪術をかけると、中から御先祖の霊糸で織られた力衣が出てきてあらゆる敵の攻撃を一度だけ跳ね返せる効果を持つ。
魍魎退散のモチ米（）
犬の血を吸ったモチ米。妖怪・幽霊の呪詛を吸い寄せる効果がある。
身代わり人形の呪符（）
身近な物に貼り付けると、自分の分身が誕生し身代わりとなってくれる。
化蛾身手拭い（）
鏡の付いた手拭い。顔に縛り付けると鏡に写った物に変身できる。
雨恵四獣の呪符（）
鷹・牛・ライオン・山羊の4つの獣が描かれた呪符。どんな晴天の空でも自在に雨を降らせられる。
翡翠円盤鋸切の呪符（）
この呪符を杖に乗せて回転させると、どんな物でも切り裂いてしまう翡翠でできた巨大丸ノコギリが現れる。
雷大門（）・風小門（）
この2つの門をくぐると、その物質を100倍の大きさにできる。逆にくぐれば、100分の1になることも可能。
筋骨隆隆着（）
筋肉模様のシャツで、これを着るとどんなひ弱な身体の者でも普段のパワーの100倍の力を発揮できる。
死妖返しの猫の呪符（）
この呪符が黒猫に変化し、妖怪の棺桶をまたぐとその妖怪が甦る。
無機物昇華の電灯（）
この電灯で照らすと、無機物が生ある物（鳩など）に変化する。
手長足長の呪符（）
手足に張ると、腕や足を蛇腹のように伸ばすことができる。
鶏出しの呪符（）
鶏を出すことのできる呪符。
万物急成長の水（）
この世のあらゆる物を急成長させる力を持つ水。
雷太鼓（）
雷を降らせることのできる太鼓。
かくれ蓑（）
身に纏うと姿を消すことのできる蓑。
天誅天狗の面（）
一緒についているオロロン太鼓を叩くと、音色に反応して鼻が伸びる天狗の面。
跳梁跋扈の唇呪符（）
唇の形をした呪符。敵に貼り付け呪文を唱えると、敵の体と一体化して口を開き、肉体を破壊してダメージを与える。トーテムキッドを倒すのに使われた。

## 単行本
- ジャンプ・コミックス、全5巻
  1. （1988年6月15日） ISBN 4-08-871281-1
  2. （1988年8月15日） ISBN 4-08-871282-X
  3. （1988年10月15日） ISBN 4-08-871283-8
  4. （1988年12月11日） ISBN 4-08-871284-6
  5. （1989年3月15日） ISBN 4-08-871285-4
- 集英社ジャンプリミックス ワイド版、全2巻
  - 上巻・百八匹日本妖怪結集編!! （2007年8月25日） ISBN 978-4-08-109451-6
  - 下巻・決戦! 世界妖怪編!! （2007年9月8日）ISBN 978-4-08-109461-5
- ゆでたまご『闘将!!ゆでたまご』集英社、2004年9月13日、ISBN 978-4-08-106729-9
  - 読切版を収録。

## 備考
- 『キン肉マンII世』の劇中にて、本作の劇場版『ゆうれい小僧がやってきた! THE MOVIE』が製作されている[5]。
- 2023年にフィギュアメーカーのスパイスシードから、恐山百太郎と恐山琴太郎のフィギュアが発売された[6]。

## 注
1. 1 2 3 4 5 6  ゆでたまご（嶋田隆司、中井義則）「苦難のとき〜10年間のスランプ期に突入〜」『生たまご ゆでたまごのキン肉マン青春録』エンターブレイン、2009年7月1日、ISBN 978-4-7577-5005-0、290・292-294頁。
2. ↑  ゆでたまご「EXTRA EPISODE 2 ゆうれい小僧がやってきた ゆでコメ」『肉萬 〜キン肉マン萬之書〜』集英社、2008年8月31日、ISBN 978-4-08-908081-8、196頁。
3. 1 2  伊勢村一也（編）「『キン肉マン』だけじゃない!! 忘れ去られた「黒歴史」が今よみがえる!! ゆでたまご黒ニクル 1987-1991」『週刊プレイボーイ』2014年26号、集英社、2014年6月30日、150-151頁、雑誌20675-6/30。
4. ↑  後藤広喜（編）「もくじ」『週刊少年ジャンプ』1988年14号、集英社、1988年3月14日、370頁、雑誌29932-3/14。
5. ↑  ゆでたまご「決戦直前、それぞれの苦闘!!」『キン肉マンII世 26』集英社〈スーパー・プレイボーイ・コミックス〉、2004年7月21日、ISBN 978-4-08-857434-9、134頁。
6. ↑  Spice_Seedのツイート（1643547571900788737）